# Heptaedro

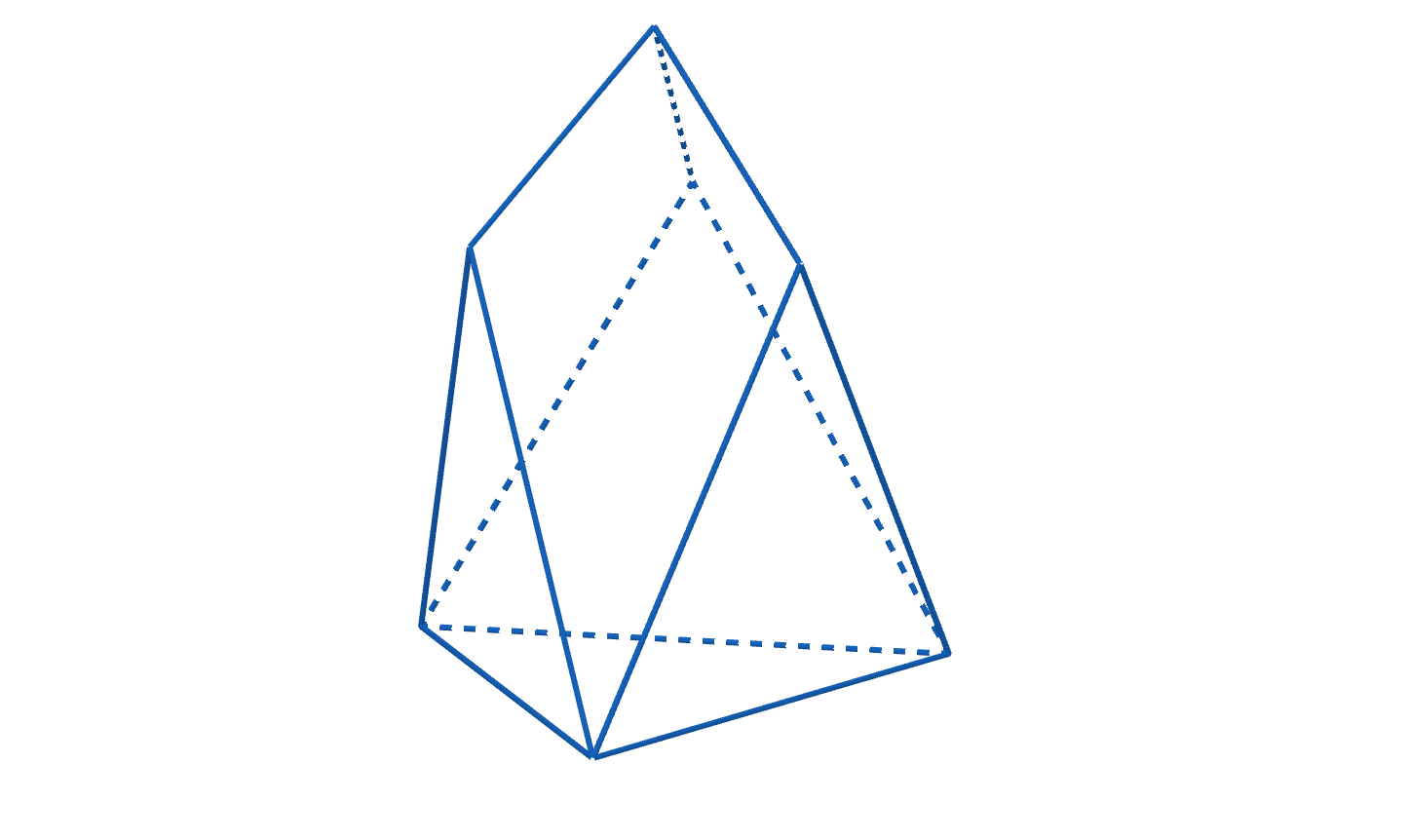
Un cubo disminuido, realizado con 4 triángulos equiláteros y 3 caras deltoidales, todas ellas con la misma área

Por definición, un heptaedro es un poliedro que tiene siete caras. Esta figura puede adoptar una gran cantidad de formas o topologías básicas diferentes. Las más familiares son la pirámide hexagonal y el prisma pentagonal. También es notable el tetrahemihexaedro, que puede verse como un teselado del plano proyectivo real. Ningún heptaedro es regular.

## Heptaedros topológicamente distintos

### Convexos
Hay 34 heptaedros "convexos" topológicamente distintos, excluyendo las imágenes especulares. (Dos poliedros son "topológicamente distintos" si tienen disposiciones intrínsecamente diferentes de caras y vértices, de modo que es imposible distorsionar uno en otro simplemente cambiando las longitudes de las aristas o los ángulos entre aristas o caras).
A continuación se muestra un ejemplo de cada tipo, junto con el número de lados de cada una de las caras. Las imágenes están ordenadas por un número descendente de caras de seis lados (si las hay), seguido del número descendente de caras de cinco lados (si las hay), y así sucesivamente.
| - Caras: 6,6,4,4,4,3,3 - 10 vértices - 15 aristas                  | - Caras: 6,5,5,5,3,3,3 - 10 vértices - 15 aristas | - Caras: 6,5,5,4,4,3,3 - 10 vértices - 15 aristas                               | - Caras: 6,5,4,4,3,3,3 - 9 vértices - 14 aristas                      | - Caras: 6,5,4,4,3,3,3 - 9 vértices - 14 aristas  |
| - Caras: 6,4,4,4,4,3,3 - 9 vértices - 14 aristas                   | - Caras: 6,4,4,3,3,3,3 - 8 vértices - 13 aristas  | - Caras: 6,4,4,3,3,3,3 - 8 vértices - 13 aristas                                | - Caras: 6,3,3,3,3,3,3 - 7 vértices - 12 aristas (Pirámide hexagonal) | - Caras: 5,5,5,4,4,4,3 - 10 vértices - 15 aristas |
| - Caras: 5,5,5,4,3,3,3 - 9 vértices - 14 aristas                   | - Caras: 5,5,5,4,3,3,3 - 9 vértices - 14 aristas  | - Caras: 5,5,4,4,4,4,4 - 10 vértices - 15 aristas (Prisma pentagonal)           | - Caras: 5,5,4,4,4,3,3 - 9 vértices - 14 aristas                      | - Caras: 5,5,4,4,4,3,3 - 9 vértices - 14 aristas  |
| - Caras: 5,5,4,3,3,3,3 - 8 vértices - 13 aristas                   | - Caras: 5,5,4,3,3,3,3 - 8 vértices - 13 aristas  | - Caras: 5,4,4,4,4,4,3 - 9 vértices - 14 aristas                                | - Caras: 5,4,4,4,3,3,3 - 8 vértices - 13 aristas                      | - Caras: 5,4,4,4,3,3,3 - 8 vértices - 13 aristas  |
| - Caras: 5,4,4,4,3,3,3 - 8 vértices - 13 aristas                   | - Caras: 5,4,4,4,3,3,3 - 8 vértices - 13 aristas  | - Caras: 5,4,4,4,3,3,3 - 8 vértices - 13 aristas                                | - Caras: 5,4,3,3,3,3,3 - 7 vértices - 12 aristas                      | - Caras: 5,4,3,3,3,3,3 - 7 vértices - 12 aristas  |
| - Caras: 4,4,4,4,4,3,3 - 8 vértices - 13 aristas                   | - Caras: 4,4,4,4,4,3,3 - 8 vértices - 13 aristas  | - Caras: 4,4,4,3,3,3,3 - 7 vértices - 12 aristas (Pirámide triangular elongada) | - Caras: 4,4,4,3,3,3,3 - 7 vértices - 12 aristas                      | - Caras: 4,4,4,3,3,3,3 - 7 vértices - 12 aristas  |
| - Caras: 4,4,4,3,3,3,3 - 7 vértices - 12 aristas (Cubo disminuido) | - Caras: 4,4,4,3,3,3,3 - 7 vértices - 12 aristas  | - Caras: 4,3,3,3,3,3,3 - 6 vértices - 11 aristas                                | - Caras: 4,3,3,3,3,3,3 - 6 vértices - 11 aristas                      |                                                   |

### Cóncavos
| Se pueden formar seis heptaedros cóncavos topológicamente distintos (excluidas las imágenes especulares) combinando dos tetraedros en varias configuraciones. El tercero, cuarto y quinto de ellos tienen una cara con aristas adyacentes colineales, y el sexto tiene una cara que no es conexa. |

| Se pueden formar 13 heptaedros topológicamente distintos (excluyendo las imágenes especulares) cortando muescas en los bordes de un prisma triangular o una pirámide cuadrada. Se muestran dos ejemplos. | También son posibles distintos heptaedros no simplemente conexos. Se muestran dos ejemplos. |

## Poliedro de Szilassi

Poliedro de Szilassi

Un ejemplo particularmente interesante es el poliedro de Szilassi, un poliedro toroidal con 7 caras no convexas de seis aristas cada una.